# Гондрен
Гондре́н (фр. Gondrin) — коммуна во Франции, находится в регионе Юг — Пиренеи. Департамент — Жер. Входит в состав кантона Монреаль. Округ коммуны — Кондом.
Код INSEE коммуны — 32149.

## География

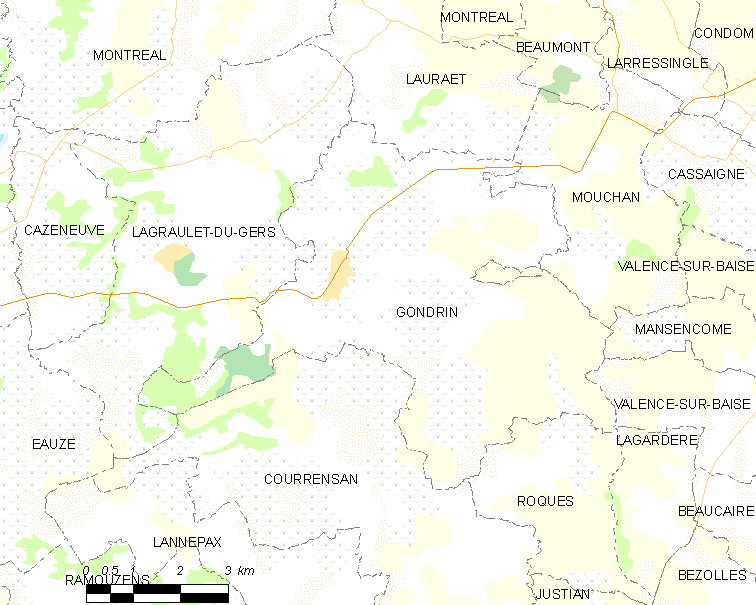
Карта коммуны

Коммуна расположена приблизительно в 580 км к югу от Парижа, в 105 км западнее Тулузы, в 39 км к северо-западу от Оша.
На востоке коммуны протекает река Ос, а на юго-западе — река Озу.

## Население
Население коммуны на 2010 год составляло 1161 человек.
| 1962 | 1968 | 1975 | 1982 | 1990 | 1999 | 2010 |
| ---- | ---- | ---- | ---- | ---- | ---- | ---- |
| 1207 | 1162 | 1074 | 1041 | 1042 | 989  | 1161 |

## Администрация
| Период | Период | Фамилия      | Партия                  | Примечания |
| ------ | ------ | ------------ | ----------------------- | ---------- |
| 2001   | 2020   | Дидье Дюпрон | Социалистическая партия |            |

## Экономика
В 2010 году среди 685 человек трудоспособного возраста (15-64 лет) 482 были экономически активными, 203 — неактивными (показатель активности — 70,4 %, в 1999 году было 70,3 %). Из 482 активных жителей работали 442 человека (233 мужчины и 209 женщин), безработных было 40 (15 мужчин и 25 женщин). Среди 203 неактивных 44 человека были учениками или студентами, 89 — пенсионерами, 70 были неактивными по другим причинам.

## Достопримечательности
- Церковь Св. Мартина